# Glodu-Petcari, Buzău
Glodu-Petcari este un sat în comuna Chiliile din județul Buzău, Muntenia, România. Se află în zona montană din nord-vestul județului.